# Cutáquia
Cutáquia (em turco: Kütahya) é uma cidade e distrito do centro-oeste da Turquia. É a capital da província homónima e faz parte da região do Egeu. O distrito tem 2 470 km² de área e em dezembro de 2021 tinha 277 270 habitantes (densidade: 112,3 hab./km²), dos quais 258 592 na cidade.
Antigamente chamada Cotieu (Kotyaion ou Cotyaion em grego; Cotiaeum em latim), a cidade situa-se numa regão com extensas planícies com pouco declive com terras agrícolas e altas montanhas a norte e a ocidente.

## História
A cidade, chamada da deusa Cótis (Cotieu) foi supostamente fundada no terceiro milénio a.C. e foi uma paragem importante na estrada que ligava a região de Mármara à Mesopotâmia. No século XII a.C. foi incorporada no Reino da Frígia, tornando-se uma das cidades mais importantes desse estado. Cerca de 700 a.C., a Frígia colapsou, mas Cotieu mantém a sua posição de cidade poderosa. Séculos mais tarde seria integrada na província romana da Frígia Salutar.
A partir do século II d.C. foi o centro duma heresia. Sócrates de Constantinopla (n. 380) fala do seu bispo (antipapa) Novaciano (c.–200258). Tendo começado por ser simplesmente uma diocese sufragânea de Şuhut, tornou-se uma arquidiocese autocéfala, provavelmente no século VIII, e no século X surgiu como uma metrópole com três sés sufragâneas, que depois foram aumentadas para treze. O historiador e teólogo francês do século XVII-XVIII Michel Le Quien menciona dez bispos, o último no século XIV. O primeiro foi Ciro, enviado pelo imperador Teodósio II, depois dos habitantes terem chacinado quatro bispos.
Em 1071 Cutáquia é conquistada pelo Seljúcidas. Seguem-se os Cruzados em 1095. Os Seljúcidas reconquistam a cidade em 1182. Em 1302 torna-se a capital do beilhique (principado turco) de Germiyan. Tamerlão conquista-a e saqueia-a e  em 1402. Em 1428 é integrada no Império Otomano.
Em 1514 o sultão Selim I, instala artesãos de cerâmica de Tabriz em Cutáquia e İznik depois de derrotar os Persas. Com isso, Cutáquia emerge como um centro da indústria cerâmica otomana, produzindo faianças para mesquitas, igrejas e edifícios oficiais em todo o Médio Oriente. No século XIX, com o rápido crescimento de Esquixequir, a 70 km de distância, Cutáquia perdeu muita da sua importância regional e económica.

## Clima
O clima de Cutáquia é do tipo continental (Dsa segundo a classificação de Köppen-Geiger), com invernos frios e com neve e verões quentes e secos. A chuva ocorre principalmente durante a primavera e outono.
| Dados climatológicos para Kütahya                                  | Dados climatológicos para Kütahya | Dados climatológicos para Kütahya | Dados climatológicos para Kütahya | Dados climatológicos para Kütahya | Dados climatológicos para Kütahya | Dados climatológicos para Kütahya | Dados climatológicos para Kütahya | Dados climatológicos para Kütahya | Dados climatológicos para Kütahya | Dados climatológicos para Kütahya | Dados climatológicos para Kütahya | Dados climatológicos para Kütahya | Dados climatológicos para Kütahya |
| Mês                                                                | Jan                               | Fev                               | Mar                               | Abr                               | Mai                               | Jun                               | Jul                               | Ago                               | Set                               | Out                               | Nov                               | Dez                               | Ano                               |
| ------------------------------------------------------------------ | --------------------------------- | --------------------------------- | --------------------------------- | --------------------------------- | --------------------------------- | --------------------------------- | --------------------------------- | --------------------------------- | --------------------------------- | --------------------------------- | --------------------------------- | --------------------------------- | --------------------------------- |
| Temperatura máxima recorde (°C)                                    | 17,2                              | 20,6                              | 27,0                              | 30,2                              | 32,5                              | 36,2                              | 39,9                              | 39,2                              | 36,1                              | 31,0                              | 25,4                              | 21,7                              | 39,9                              |
| Temperatura máxima média (°C)                                      | 4,6                               | 6,5                               | 11,1                              | 16,2                              | 21,3                              | 25,4                              | 28,5                              | 28,8                              | 24,8                              | 19,0                              | 12,4                              | 6,2                               | 17,1                              |
| Temperatura mínima média (°C)                                      | −3,0                              | −2,4                              | 0,2                               | 4,2                               | 7,9                               | 11,2                              | 13,6                              | 13,5                              | 9,4                               | 5,9                               | 1,7                               | −0,9                              | 5,1                               |
| Temperatura mínima recorde (°C)                                    | −20,0                             | −21,5                             | −15,7                             | −7,8                              | −2,8                              | 3,1                               | 4,0                               | 4,6                               | 0,4                               | −5,6                              | −11,0                             | −17,6                             | −21,5                             |
| Precipitação (mm)                                                  | 66,4                              | 54,0                              | 51,3                              | 56,1                              | 49,5                              | 29,6                              | 19,6                              | 18,0                              | 23,4                              | 41,5                              | 57,2                              | 78,1                              | 544,7                             |
| Dias com chuva                                                     | 14,3                              | 12,8                              | 12,9                              | 13,0                              | 11,8                              | 7,1                               | 4,4                               | 3,9                               | 4,8                               | 8,8                               | 10,7                              | 14,2                              | 118,7                             |
| Insolação (h)                                                      | 62,0                              | 86,8                              | 142,6                             | 174,0                             | 229,4                             | 279,0                             | 310,0                             | 291,4                             | 225,0                             | 151,9                             | 102,0                             | 58,9                              | 2 113                             |
| Fonte: Meteoroloji Genel Müdürlüğü (Direção Geral de Meteorologia) |                                   |                                   |                                   |                                   |                                   |                                   |                                   |                                   |                                   |                                   |                                   |                                   |                                   |

## Economia

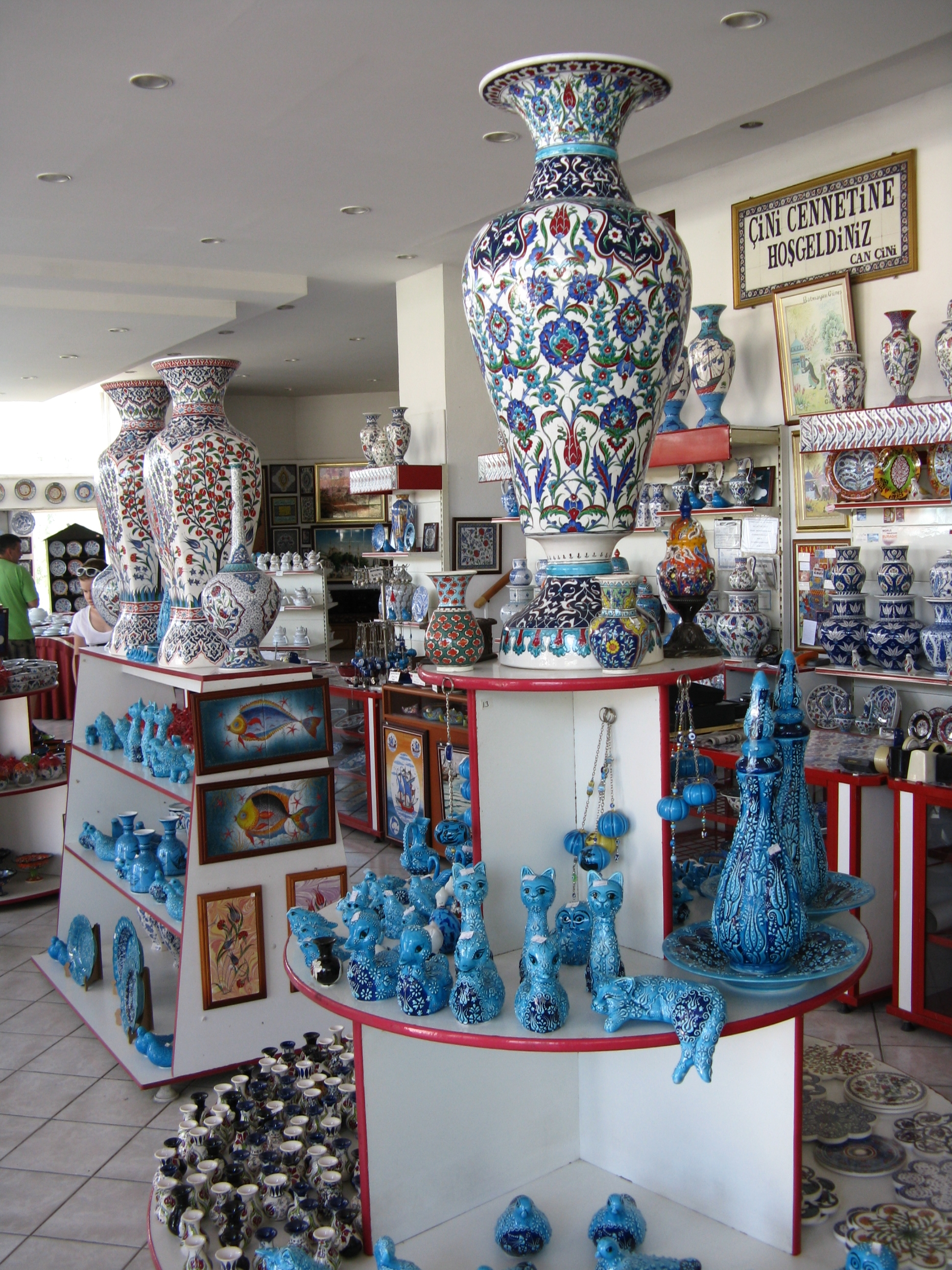
Loja de loiça em Cutáquia

As indústrias de Cutáquia têm longas tradições. A cidade é famosa pela sua cerâmica, nomeadamente azulejos e olaria, a qual é vidrada and multicolorida. Entre as indústrias modernas destacam-se a refinação de açúcar, curtumes, processamento de nitrato e diferentes produtos de sepiolite, um mineral brando que é extraído nas vizinhanças. A argicultura local produz cereais, fruta e beterraba-sacarina. A criação de gado ocupa também um lugar de grande importânica. Não longe de Cutáquia há minas importantes de linhite.

## Cultura e ensino

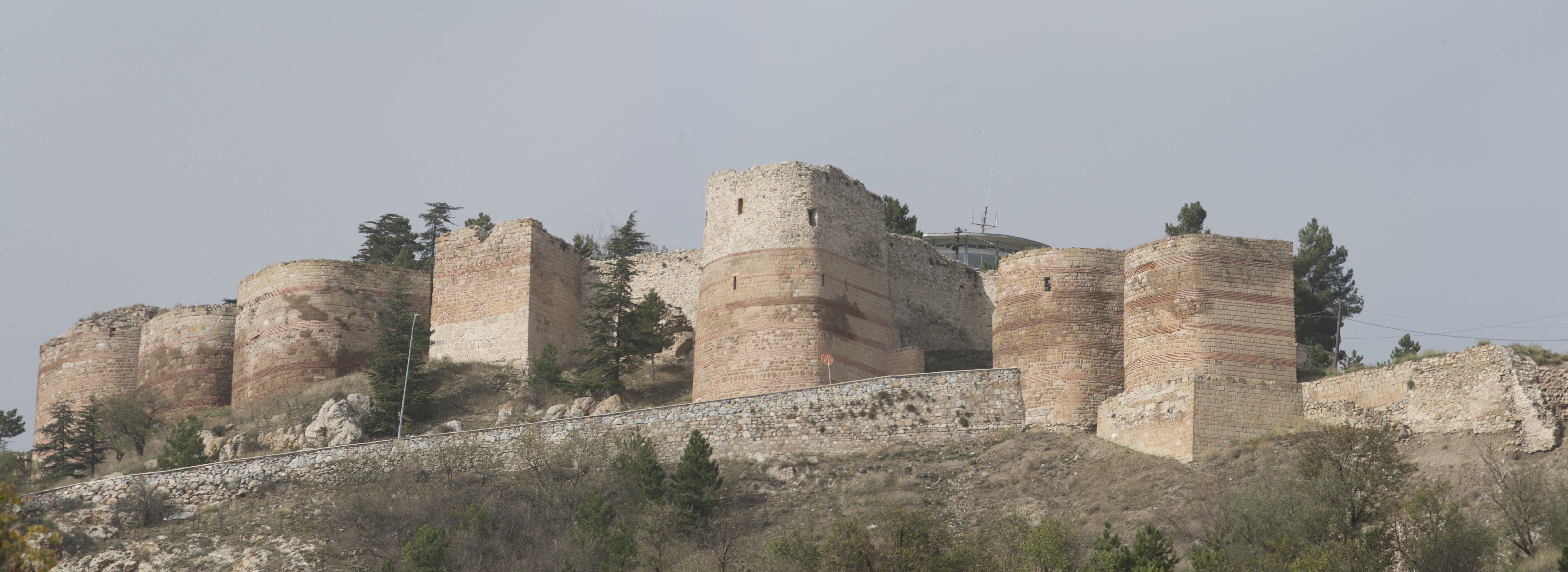
Castelo de Cutáquia

Nos bairros antigos de Cutáquia predominam as casas tradicionais otomanas construídas com madeira e estuque. Alguns dos melhores exemplos encontram-se na Avenida Germiyan (Germiyan Caddesi). A cidade tem várias mesquitas históricas, como a Ulu Camii, Cinili Camii, Balikli Camii and Donenler Camii. O Şengül Hamamı é um banho turco famoso.
Há algumas ruínas antigas, um castelo bizantino e uma igreja. Durante os últimos séculos, a cidade é conhecida pela sua cerâmica, cujos melhores exemplares se encontram em Istambul. O Museu de Cutáquia tem uma coleção importante de peças de arte e artefatos culturais da região. A casa onde o estadista húngaro Lajos Kossuth viveu exilado entre 1850 e 1851 é atualmente um museu.
A Universidade Kütahya Dumlupınar foi fundada em 1992 e tem dois campi nos arredores da cidade.